# Aubermesnil-aux-Érables

Aubermesnil-aux-Érables este o comună în departamentul Seine-Maritime, Franța. În 1 ianuarie 2022 avea o populație de 201 de locuitori.